# Оуэн, Марк
Марк Энтони Патрик Оуэн (англ. Mark Anthony Patrick Owen; 27 января 1972; Олдем, Ланкашир, Англия) — английский певец и композитор. Участник группы Take That.

## Биография

### Детство и юность
Марк родился в городе Олдем (пригород Манчестера) в семье Мэри Оуэн и Кита Оуэна. Его отец был декоратором, а мама работала пекарем. У него есть младшие брат Даниэль и сестра Трейси. В 6 лет Марк выиграл свой первый конкурс, называвшийся «Конкурс улыбок».
Марк учился в Holy Rosary School. Любимым предметом Марка было рисование, однако самую лучшую оценку за время учёбы в школе он получил по математике — 9,2 балла (по десятибалльной системе).
С самого детства Марк увлекался футболом. В одном из многочисленных интервью позже он говорил: «Я помню один из своих дней рождения. Мне подарили новый футбольный мяч, я начал играть им в комнате и разбил окно. Возмущенные родители отправили меня продолжать игру в сад. Не прошло и десяти минут, как я снова разбил окно — но уже с другой стороны».
Окончив школу, Марк получил предложения от пары профессиональных юношеских футбольных клубов (в том числе, от «Манчестер Юнайтед»), от которых впоследствии вынужден был отказаться из-за травмы паха.
После школы Марк устроился работать в банк. Вот как он вспоминает о тех временах: «Я встречал клиентов, улыбался им и говорил — здравствуйте, как поживаете? Чем я могу вам помочь?»
После банка Марк сменил несколько работ и в итоге оказался на прослушивании в Strawberry Studios, где встретил Гэри Барлоу.

### Личная жизнь
С 2006 года Марк Оуэн был помолвлен с подругой детства, британской актрисой — Эммой Фергюсон (Emma Ferguson). Долгожданная свадьба произошла 8 ноября 2009 года в Шотландии. К моменту свадьбы у пары родились двое детей — Элвуд Джек и Уиллоу Роуз.
В 2010 брак Марка и Эммы дал трещину из-за публичного признания певца в многочисленных изменах жене с другими женщинами. Роман с одной из них — финансистом Невой Ханли — начался примерно в то же время, что и отношения с его нынешней женой (когда девушке было ещё 19 лет), и продлился несколько лет. Остальные связи были случайными и чаще всего случались во время гастрольных турне группы.
Певец раскаялся в изменах жене. В его заявлении журналистам сказано: «Жизнь со мной — не подарок. Мне очень, очень жаль, что я доставил боль своей семье. Абсолютно точно, Эмма — тот человек, с которым я хотел бы прожить до конца своих дней».
Следует отметить также алкогольную зависимость Марка, которую он преодолел с помощью Общества анонимных алкоголиков и своих коллег по Take That.
Летом 2012 на свет появилась вторая дочь Марка и Эммы — Фокс Индия Оуэн. 12 Мая 2013 года Марк с семьёй приняли участие в премьере Epic на Vue West End в Лондоне.

## Музыкальная карьера

### 1990—1996: Take That
Команда была сформирована в 1990 году в Манчестере и первоначально выступала в клубах и школах. За достаточно короткий промежуток (1993-96) участники группы восемь раз возглавили национальный хит-парад Великобритании, а их сингл «Back For Good» (1995) попал в число лучших пяти песен американского хит-парада Billboard Hot 100. Вскоре после прорыва на американский рынок об уходе из группы объявил Робби Уильямс, позже ставший популярным сольным певцом, продавшим свыше 55 миллионов своих дисков по всему миру. В феврале 1996 года оставшиеся четыре участника выпустили прощальный хит — кавер-версию песни Bee Gees «How Deep Is Your Love» и объявили о прекращении существования группы.

### Сольный альбом «Green Man» 1996 и Celebrity Big Brother
После распада Take That Марк Оуэн стал первым из бывших участников, выпустившим сольный альбом. Его дебютный сингл Child достиг третьей строчки британского хит-парада. Следующим синглом стал Clementine, который поднялся на ту же позицию. В 1997 году на свет появился альбом Green Man, спродюсированный Джоном Леки (John Leckie работал, к примеру, с Radiohead, Muse). Вслед за альбомом вышел очередной сингл — I Am What I Am, достигший 29 позиции британского хит-парада.
Марк вернулся в студию, чтобы приступить к работе над следующим альбомом, однако в 1999 году BMG Records отказывается от его нового материала. Марк на шесть лет оставил музыку и переехал в Озёрный край (Великобритания), где, фактически проживая жизнь отшельника, продолжал работать над песнями и играть в футбол.
В ноябре 2002 Марк возвратился на экраны Великобритании, приняв участие в передаче Celebrity Big Brother. По итогам шоу Марк победил с 77,4 % голосов. Во время итогового интервью с победителем за авторством Лэса Дэнниса (Les Dennis) на огромных экранах демонстрировался Марк, оставшийся одним в доме. При приветственных возгласах из студии и прямом подключении эфира Марк был настолько растроган тем, что, спустя 6 лет, страна не забыла его, и расплакался. На вопрос телеведущей, как он себя чувствует в свете такого внимания, Марк ответил: «Я немного отвык, извини».

### Возвращение в музыку
После участия в шоу Big Brother карьера Марка начала снова расти — его стали приглашать различные британские передачи. В 2003 он выступил на одной сцене вместе со старым приятелем по Take That Робби Уильямсом. Певцы исполнили сингл Back For Good перед толпой в 125 тысяч человек. «Это было удивительно», — говорил Марк. — «Но я концентрировался в основном на том, как бы не забыть слова. Я действительно получил удовольствие, но был смущен количеством людей — толпа была огромной». Сам факт участия Марка в шоу Робби был для первого неожиданным, и среди фанатов поползли слухи о воссоединении группы.
В августе 2003 года Марк вернулся в чарты с синглом Four Minute Warning, который оставался в Top 40 восемь недель. Следующий сингл, Alone Without You, вышел после релиза второго альбома In Your Own Time в ноябре 2003 года.
Завершив в конце 2003 года весьма успешный тур в поддержку альбома, Марк с головой ушёл в творческую деятельность. Так, уже в начале 2004 года он переезжает в Лос-Анджелес для создания нового материала. Под руководством продюсера Тони Хоффера, ранее работавшего с Beck, Supergrass, Turin Brakes и The Thrills, в работе над пластинкой Марку помогали: барабанщик группы REM — Joey Waronker, экс-участник Jellyfish — Roger Manning Jr., Greg Kurstin и Dan Rothschild. Результатом общей работы стал новый альбом Марка How the Mighty Fall, концептуально объединяющий 10 треков, предлагающий слушателю отправиться в путешествие, полное любви и ненависти, надежды и потерь, душевных исканий и переоценки ценностей, размышлений, и, конечно, позитива.
По возвращении из Лос-Анджелеса, Марк решил открыть собственный звукозаписывающий лейбл Sedna Records. Третий альбом Марка был выпущен на его лейбле, получив лицензию на продажу во многих странах, включая Европу, юго-восточную Азию, Японию, Австралию и США. После своего релиза в Германии, 20 июня 2005 года песня Believe In The Boogie была добавлена в европейский саундтрек американского блокбастера Мистер и миссис Смит, с Брэдом Питтом и Анжелиной Джоли в главных ролях.
Новый альбом Марка под названием The Art of Doing Nothing вышел в 2013 году. Сингл с альбома Stars под тем же названием вышел в начале мая 2013.

### Продолжение карьеры с Take That, 2006 — сейчас
В 2006 году четверо участников группы воссоединились и выпустили новый сингл Patience. Сингл возглавлял британский хит-парад в течение четырёх недель, став самым коммерчески успешным хитом в истории группы. В начале 2007 года группа в десятый раз возглавила британские чарты, на этот раз с синглом Shine, за которым последовал тур.
22 мая 2008 года коллектив стал лауреатом престижной музыкальной премии Ivor Novello-2008 в номинации «Лучшее исполнение песни» за сингл «Shine».
В середине июля 2010 года официальный сайт Take That сообщил, что Робби Уильямс в качестве полноправного члена коллектива примет участие в записи нового диска Take That под названием «Progress». Выход нового лонгплея группы состоялся 15 ноября 2010 года. В первый день релиза в Великобритании было продано 235 тысяч копий альбома, что стало рекордом десятилетия.
4 октября 2011 года Гэри Барлоу сообщил, что Робби Уильямс продолжит сольную карьеру. Однако, как днём ранее сообщил представитель группы, это вовсе не означает, что музыкант окончательно покидает Take That.
12 августа 2012 года Take That выступили на церемонии закрытия Летних олимпийских игр в Лондоне, без Робби Уильямса, который из-за беременности жены и записи нового альбома не смог прилететь из Лос-Анджелеса.
В октябре 2012 года было объявлено, что все пятеро участников группы планируют запись нового альбома и его выпуск в конце 2013 года; Гэри Барлоу ранее объявил, что группа планирует летом 2014 года большой стадионный тур в поддержку грядущего альбома.

## Сольные номера в Take That
- «Babe»
- «The Day After Tomorrow»
- «The Day The Work Is Done»
- «Hello»
- «Hold On»
- «Hold Up a Light»
- «Julie»
- «Kidz»
- «Shine»
- «SOS»
- «Stay Together» (B side track)
- «Throwing Stones» (B side track)
- «Up All Night»
- "We All Fall Down' (B side track)
- «What You Believe In»
- «What Do you Want from Me?»
- «Wonderful World»

Также его голос можно услышать в «Never Forget», «The Garden», «Said It All», «Love Love», «Man» и «Aliens»